# Tot o res
Tot o res va ser un concurs emès per TV3 entre el gener i l'abril de 2017. En el concurs, presentat per Ares Teixidó, s'hi feien preguntes de cultura general. El programa substituí El gran dictat a la franja horària anterior al Telenotícies. El programa estava produït per Triacom Audiovisual.
En el programa hi participava un concursant que aspira a aconseguir el pot, mentre que tres més que intentaven ocupar el lloc del primer. A la pregunta final, s'ho jugaven a tot o res.
El programa es cancel·là a causa de les baixes audiències. L'últim programa es va emetre el 27 d'abril de 2017.